# راس ۱۲۸ بی
راس ۱۲۸ بی (انگلیسی: Ross 128 b) یک سیاره فراخورشیدیِ احتمالاً سنگی است که در درون بخش داخلی کمربند حیات کوتولهٔ سرخ راس ۱۲۸ و در فاصلهٔ ۱۱ سال نوری از زمین قرار دارد. این سیاره فراخورشیدی با استفاده از داده‌های یک دهه‌ای از سرعت شعاعی آن کشف شد که توسط طیف‌نگار هارپس در رصدخانه جنوبی اروپا (واقع در رصدخانه لاسیا) ثبت شده بود.
راس ۱۲۸ بی نزدیکترین سیاره فراخورشیدی در اطراف یک کوتوله سرخ آرام است و یکی از بهترین نامزدها برای سکونت محسوب می‌شود. جرم این سیاره تنها ۳۵ درصد از زمین بیشتر است، و تنها ۳۸ درصد نور ستاره‌ای بیشتری دریافت می‌کند و انتظار می‌رود دمای آن برای وجود آب مایع روی سطحش مناسب باشد، اگر داری جو باشد. این سیاره، از مقابل ستارهٔ میزبان خود گذر نمی‌کند، که تعیین مشخصات جوی آن را بسیار دشوار می‌کرد، اما این امر با ساخت تلسکوپ‌های جدید و بزرگتر مانند تلسکوپ فضایی جیمز وب امکان‌پذیر شده‌است.